# Andrew Murray (biolog)
Andrew Dickson Murray (19. února 1812 Edinburgh – 10. ledna 1878 Kensington) byl skotský právník, botanik, zoolog a biogeograf. Oficiální botanická zkratka je „A.Murray“. Dříve byla v Mezinárodním rejstříku používána i zkratka „A.Murr.“. Ve svém díle se zabýval škůdci užitkových rostlin, zvláště z řádu Coleoptera. V botanice se specializoval na jehličnany.

## Život
V roce 1857 se Murray stal profesorem přírodních věd na New College v Edinburghu a ve stejném roce členem britské Královské společnosti. V letech 1858 a 1859 byl prezidentem Botanical Society of Edinburgh a Royal Physical Society. Poté, co přesídlil do Londýna stal se v roce 1861 členem Linného společnosti a zastupujícím sekretářem Royal Horticultural Society, kde se stal v roce 1877 vědeckým ředitelem.
V Královské zahradnické společnosti založil v roce 1868 sbírku škodlivých a užitečných zástupců hmyzu, jejichž zkoumáním se od roku 1877 zabýval.

## Dílo
- Botanical expedition to Oregon, 1849–1859
- Catalogue of the Coleoptera of Scotland, 1853
- The Pines and Firs of Japan, 1863
- The Pinetum britannicum, díly 4 až 37, 1863–1884.
- The Geographical Distribution of Mammals, 1866
- Economic Entomology, 1877